# 匍匐石龙尾
匍匐石龙尾（学名：Limnophila repens），为玄参科石龙尾属下的一个植物种。